# Амия
Амия (Amia calva) е вид лъчеперка от семейство Amiidae. Възникнал е преди около 13,6 млн. години по времето на периода неоген. Видът е незастрашен от изчезване.

## Разпространение и местообитание
Разпространен е в Канада и САЩ.
Среща се на дълбочина от 0,1 до 2 m.

## Описание
На дължина достигат до 1,1 m, а теглото им е максимум 9750 g.
Продължителността им на живот е около 30 години. Популацията на вида е стабилна.